# Ремённый топор
Ремённый топор (англ. belt axe) — небольшой топор, носимый на поясном или плечевом ремне. Применялся в подразделениях колониальных войск и ополченцев Франции и Англии, а также в Северной Америке — солдатами-поселенцами как дополнительное оружие, вытесняя при этом шпагу. Кроме того, использовался охотниками, торговцами и путешественниками. 
Топоры этого типа также поставлялись для торговли с индейцами, являясь лишь более маленькими экземплярами «торговых топоров» (англ. trade axes).
Длина их — от 10 до 14,5 см. Вес в среднем — 1 кг. Обух круглый, плоский или с приливом-молотком. Именно последние (англ. rifleman belt axes) были популярны у стрелков, так как использовались для забивания мушкетных пуль. Полотно или широкое, или же как у полутопоров (англ. half-axes). Это название происходит от формы полотна (лопасти), верхняя сторона которого пендикулярна рукоятке и не выступает выше обуха. Но полутопором может быть не только носимый на ремне, но и довольно крупный хозяйственный топор. Рукоятка ремённого топора, видимо, чаще вставляется в проух снизу (из-за малого размера самого проуха).
В воинских формированиях при переноске топор рукояткой вставлялся в специальную петлю, пришитую к поясному ремню, или в петли на плечевом ремне — портупее. При этом лезвие обёртывалось тканью. Гражданское население могло носить его просто за поясом или в специальном чехле, носимом через плечо. Отсюда ещё одно название этого топора — «сумочный топор» (англ. bag axe).